# A Dictionary of Greek and Roman Antiquities
A Dictionary of Greek and Roman Antiquities é uma enciclopédia em língua inglesa publicada inicialmente em 1842 e depois revisada em várias edições até 1890. É uma das obras de referência do lexicógrafo William Smith que abrange um sem-número de temáticas da Antiguidade Clássica a ponto de contar com mais de um milhão de palavras em qualquer uma de suas edições. Hoje todas as suas edições estão em domínio público.